# Brudzeń Duży (gmina)
Brudzeń Duży (daw. gmina Brudzeń) – gmina wiejska w Polsce położona w województwie mazowieckim, w powiecie płockim. W latach 1975–1998 gmina należała administracyjnie do województwa płockiego.
Siedziba gminy to Brudzeń Duży.
Według danych Państwowej Komisji Wyborczej przed wyborami 21 listopada 2010 roku gminę zamieszkiwały 8014 osoby, zaś przed wyborami samorządowymi w 2014 roku gminę zamieszkiwało 8151 osób.

## Struktura powierzchni
Według danych z roku 2002 gmina Brudzeń Duży ma obszar 161,82 km², w tym:
- użytki rolne: 72%
- użytki leśne: 14%

Gmina stanowi 9% powierzchni powiatu.

## Jednostki organizacyjne gminy
- Biuro Obsługi Szkół Samorządowych w Brudzeniu Dużym
- Gminna Biblioteka Publiczna w Brudzeniu Dużym, z filiami w Sikorzu i Siecieniu
- Gminny Ośrodek Pomocy Społecznej w Brudzeniu Dużym

### Szkoły
- Szkoła Podstawowa w Brudzeniu Dużym
- Szkoła Podstawowa w Myśliborzycach (zamknięta w 2013 roku)
- Szkoła Podstawowa w Siecieniu
- Szkoła Podstawowa w Sikorzu
- Szkoła Podstawowa w Turzy Małej (zamknięta w 2010 roku)
- Katolickie Liceum Ogólnokształcące w Sikorzu

## Organizacje pozarządowe
- Stowarzyszenie Mieszkańców Siecienia i Okolic Na Rzecz Wspierania Aktywności Lokalnej
- Towarzystwo Przyjaciół Gminy Brudzeń im. Pawła Włodkowica

## Demografia

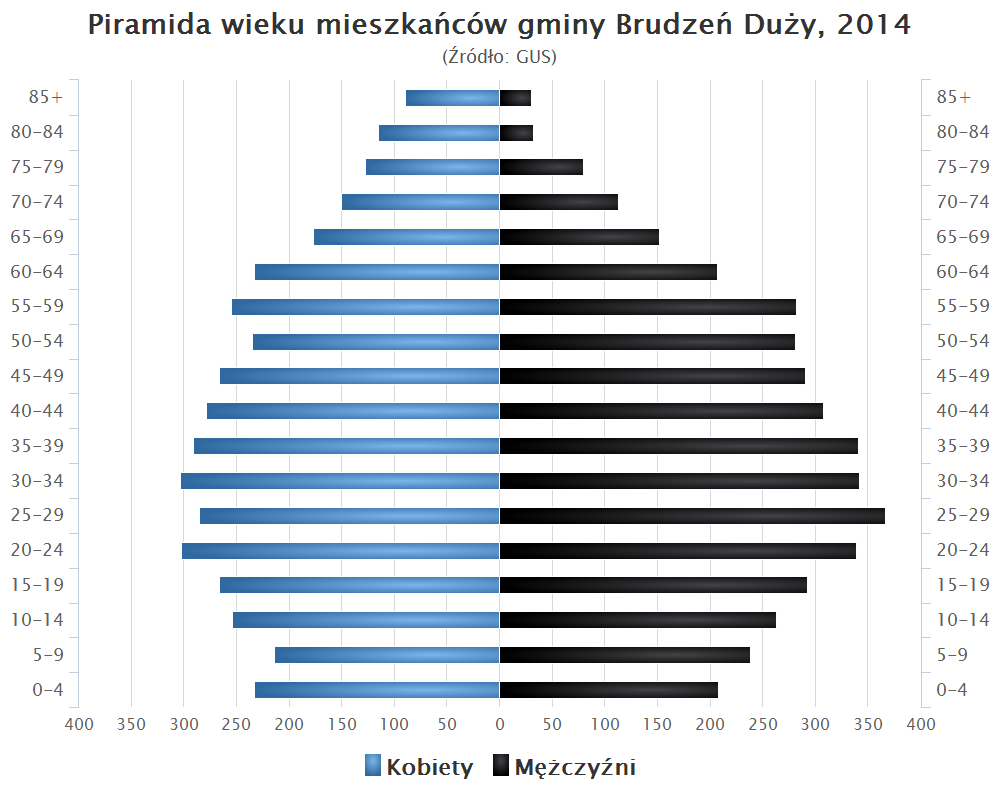
Piramida wieku mieszkańców gminy Brudzeń Duży w 2014 roku

Dane z 30 czerwca 2004:
| Opis                              | Ogółem | Ogółem | Kobiety | Kobiety | Mężczyźni | Mężczyźni |
| --------------------------------- | ------ | ------ | ------- | ------- | --------- | --------- |
| jednostka                         | osób   | %      | osób    | %       | osób      | %         |
| populacja                         | 7868   | 100    | 3849    | 48,9    | 4019      | 51,1      |
| gęstość zaludnienia (mieszk./km²) | 48,6   | 48,6   | 23,8    | 23,8    | 24,8      | 24,8      |

| Liczba mieszkańców poszczególnych miejscowości gminy w roku 2021 | Liczba mieszkańców poszczególnych miejscowości gminy w roku 2021 | Liczba mieszkańców poszczególnych miejscowości gminy w roku 2021 | Liczba mieszkańców poszczególnych miejscowości gminy w roku 2021 | Liczba mieszkańców poszczególnych miejscowości gminy w roku 2021 | Liczba mieszkańców poszczególnych miejscowości gminy w roku 2021 | Liczba mieszkańców poszczególnych miejscowości gminy w roku 2021 |
| Lp.                                                              | Miejscowość                                                      | Liczba osób zamieszkujących w miejscowości                       | Liczba osób zamieszkujących w miejscowości                       | Liczba osób zamieszkujących w miejscowości                       | Liczba osób zamieszkujących w miejscowości                       | Liczba osób zamieszkujących w miejscowości                       |
| ---------------------------------------------------------------- | ---------------------------------------------------------------- | ---------------------------------------------------------------- | ---------------------------------------------------------------- | ---------------------------------------------------------------- | ---------------------------------------------------------------- | ---------------------------------------------------------------- |
| Lp.                                                              | Miejscowość                                                      | 2021-01-01                                                       | 2021-03-31                                                       | 2021-06-30                                                       | 2021-09-30                                                       | 2021-12-31                                                       |
| 1                                                                | Biskupice                                                        | 3                                                                | 3                                                                | 3                                                                | 3                                                                | 3                                                                |
| 2                                                                | Bądkowo Jeziorne                                                 | 119                                                              | 119                                                              | 118                                                              | 117                                                              | 117                                                              |
| 3                                                                | Bądkowo Kościelne                                                | 366                                                              | 364                                                              | 363                                                              | 364                                                              | 363                                                              |
| 4                                                                | Bądkowo-Podlasie                                                 | 53                                                               | 54                                                               | 54                                                               | 54                                                               | 53                                                               |
| 5                                                                | Bądkowo-Rochny                                                   | 41                                                               | 41                                                               | 41                                                               | 41                                                               | 40                                                               |
| 6                                                                | Bądkowo-Rumunki                                                  | 46                                                               | 45                                                               | 45                                                               | 45                                                               | 45                                                               |
| 7                                                                | Brudzeń Duży                                                     | 1104                                                             | 1109                                                             | 1090                                                             | 1086                                                             | 1091                                                             |
| 8                                                                | Brudzeń Mały                                                     | 135                                                              | 136                                                              | 136                                                              | 140                                                              | 140                                                              |
| 9                                                                | Cegielnia                                                        | 95                                                               | 91                                                               | 90                                                               | 91                                                               | 91                                                               |
| 10                                                               | Cierszewo                                                        | 16                                                               | 16                                                               | 16                                                               | 16                                                               | 16                                                               |
| 11                                                               | Główina                                                          | 339                                                              | 334                                                              | 333                                                              | 333                                                              | 333                                                              |
| 12                                                               | Gorzechowo                                                       | 199                                                              | 200                                                              | 201                                                              | 199                                                              | 198                                                              |
| 13                                                               | Izabelin                                                         | 88                                                               | 89                                                               | 89                                                               | 89                                                               | 89                                                               |
| 14                                                               | Janoszyce                                                        | 73                                                               | 73                                                               | 72                                                               | 71                                                               | 72                                                               |
| 15                                                               | Karwosieki-Cholewice                                             | 177                                                              | 172                                                              | 172                                                              | 169                                                              | 169                                                              |
| 16                                                               | Karwosieki-Noskowice                                             | 102                                                              | 102                                                              | 104                                                              | 104                                                              | 103                                                              |
| 17                                                               | Kłobukowo-Patrze                                                 | 30                                                               | 30                                                               | 29                                                               | 29                                                               | 29                                                               |
| 18                                                               | Krzyżanowo                                                       | 97                                                               | 94                                                               | 94                                                               | 94                                                               | 94                                                               |
| 19                                                               | Lasotki                                                          | 139                                                              | 137                                                              | 140                                                              | 139                                                              | 138                                                              |
| 20                                                               | Łukoszyno-Borki                                                  | 72                                                               | 72                                                               | 72                                                               | 73                                                               | 76                                                               |
| 21                                                               | Murzynowo                                                        | 215                                                              | 217                                                              | 217                                                              | 218                                                              | 217                                                              |
| 22                                                               | Myśliborzyce                                                     | 120                                                              | 119                                                              | 119                                                              | 119                                                              | 118                                                              |
| 23                                                               | Nowe Karwosieki                                                  | 126                                                              | 125                                                              | 125                                                              | 125                                                              | 126                                                              |
| 24                                                               | Parzeń                                                           | 404                                                              | 403                                                              | 402                                                              | 399                                                              | 401                                                              |
| 25                                                               | Parzeń-Janówek                                                   | 85                                                               | 83                                                               | 86                                                               | 84                                                               | 84                                                               |
| 26                                                               | Radotki                                                          | 34                                                               | 34                                                               | 34                                                               | 34                                                               | 34                                                               |
| 27                                                               | Rembielin                                                        | 165                                                              | 162                                                              | 163                                                              | 160                                                              | 159                                                              |
| 28                                                               | Robertowo                                                        | 97                                                               | 97                                                               | 96                                                               | 96                                                               | 95                                                               |
| 29                                                               | Rokicie                                                          | 195                                                              | 193                                                              | 193                                                              | 192                                                              | 192                                                              |
| 30                                                               | Siecień-Rumunki                                                  | 137                                                              | 139                                                              | 138                                                              | 137                                                              | 136                                                              |
| 31                                                               | Siecień                                                          | 805                                                              | 804                                                              | 808                                                              | 810                                                              | 805                                                              |
| 32                                                               | Sikórz                                                           | 1009                                                             | 1017                                                             | 1016                                                             | 1014                                                             | 1016                                                             |
| 33                                                               | Sobowo                                                           | 346                                                              | 343                                                              | 342                                                              | 342                                                              | 344                                                              |
| 34                                                               | Strupczewo Duże                                                  | 200                                                              | 198                                                              | 195                                                              | 196                                                              | 198                                                              |
| 35                                                               | Suchodół                                                         | 141                                                              | 141                                                              | 140                                                              | 141                                                              | 141                                                              |
| 36                                                               | Turza Mała                                                       | 146                                                              | 149                                                              | 153                                                              | 153                                                              | 154                                                              |
| 37                                                               | Turza Wielka                                                     | 63                                                               | 68                                                               | 68                                                               | 66                                                               | 69                                                               |
| 38                                                               | Uniejewo                                                         | 115                                                              | 117                                                              | 114                                                              | 114                                                              | 117                                                              |
| 39                                                               | Więcławice                                                       | 185                                                              | 186                                                              | 185                                                              | 184                                                              | 184                                                              |
| 40                                                               | Wincentowo                                                       | 60                                                               | 58                                                               | 58                                                               | 57                                                               | 56                                                               |
| 41                                                               | Winnica                                                          | 38                                                               | 38                                                               | 38                                                               | 38                                                               | 38                                                               |
| 42                                                               | Zdziembórz                                                       | 44                                                               | 42                                                               | 42                                                               | 42                                                               | 42                                                               |
| 43                                                               | Żerniki                                                          | 127                                                              | 128                                                              | 127                                                              | 129                                                              | 128                                                              |
|                                                                  | RAZEM                                                            | 8151                                                             | 8142                                                             | 8121                                                             | 8107                                                             | 8114                                                             |

## Sołectwa
Bądkowo Kościelne (Bądkowo Kościelne, Bądkowo Jeziorne), Bądkowo-Rochny (Bądkowo Rochny, Bądkowo Podlasie,  Łukoszyno Borki), Bądkowo-Rumunki, Brudzeń Duży, Brudzeń Mały, Cegielnia, Główina, Gorzechowo, Karwosieki-Cholewice, Karwosieki-Noskowice, Kłobukowo-Patrze, Krzyżanowo (Krzyżanowo, Janoszyce), Lasotki (Lasotki, Radotki), Murzynowo (Murzynowo, Cierszewo, Biskupice), Myśliborzyce, Nowe Karwosieki, Parzeń (Parzeń, Parzeń-Janówek), Rembielin, Rokicie (sołectwa: Rokicie i Rokicie I), Siecień, Siecień-Rumunki, Sikórz, Sobowo, Strupczewo, Suchodół, Turza Mała, Turza Wielka (Turza Wielka, Wincentowo, Izabelin), Uniejewo, Więcławice, Winnica (Winnica, Zdziembórz), Żerniki.

## Pozostałe miejscowości
Bądkowo Jeziorne, Bądkowo-Podlasie, Biskupice, Cierszewo, Izabelin, Janoszyce, Łukoszyno-Borki, Parzeń-Janówek, Radotki, Robertowo, Wincentowo, Zdziembórz.

## Sąsiednie gminy
Dobrzyń nad Wisłą, Gozdowo, Mochowo, Nowy Duninów, Stara Biała, Tłuchowo, Włocławek